# 神谷バー
神谷バー（かみやバー）とは、東京都台東区浅草1丁目にある、日本最初のバー。神谷商事株式会社が運営する。
電気ブランで有名。浅草の文豪たちにも愛された。木下杢太郎は電気ブランより薄荷酒を好んだ。

## 沿革
- 1880年（明治13年）4月、東京府東京市浅草区浅草花川戸町（現:東京都台東区浅草）に、神谷傳兵衛が郷里の三河に因んだ「みかはや銘酒店」を開業した。当初は濁り酒を売っていた。
- 1881年（明治14年）に輸入葡萄酒の販売を行う。
- 1882年（明治15年）には速成ブランデー（現在の電気ブラン）の製造販売を始める。
- 1912年（明治45年）4月10日、店舗内部を西洋風にして屋号を「神谷バー」と改めた。
- 1921年（大正10年）、現在も使用している建物が建てられた。
- 1960年（昭和35年）に洋食部門の営業開始。
- 1970年（昭和45年）に割烹を開店。
- 1980年（昭和55年）には新館が落成した。
- 2004年（平成16年）には神谷バー売場を開業。

## 諸元
- 所在地: 東京都台東区浅草一丁目1番1号
- 構造: 鉄筋コンクリート
- 竣工: 1921年
- 建物名称: 神谷ビル
  - 1階: 神谷バー・神谷バー売り場
  - 2階: レストランカミヤ
  - 3階: 割烹神谷
- 本館の建物は、2011年に日本の登録有形文化財に登録された。浅草で最古の鉄筋コンクリート造の建造物である[5]。2013年2月より「平成の大修繕」と称して耐震工事が行われた。

## 交通
東武スカイツリーライン・東京メトロ銀座線・都営浅草線浅草駅　徒歩1-2分

## ギャラリー

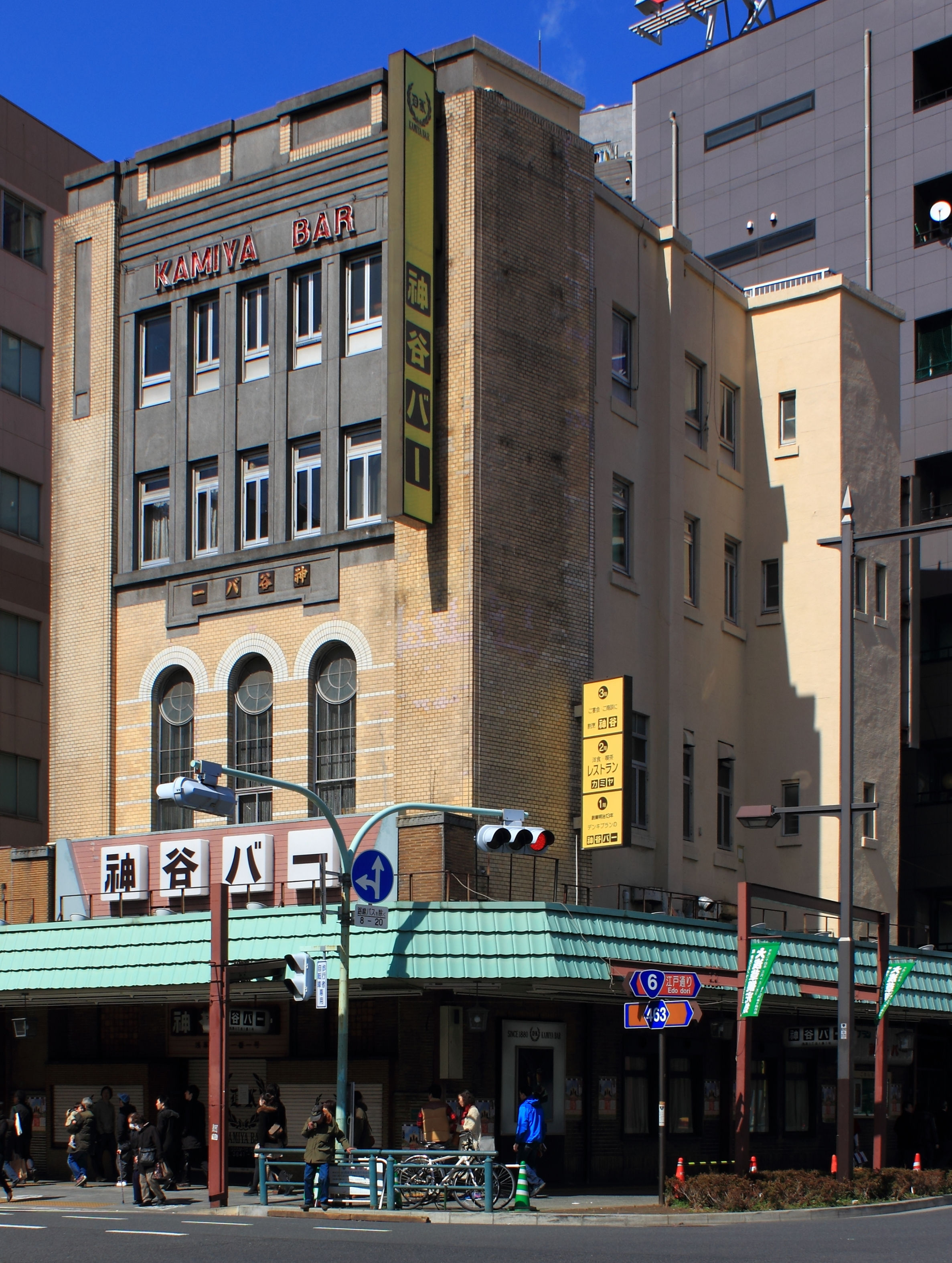
日中の外観
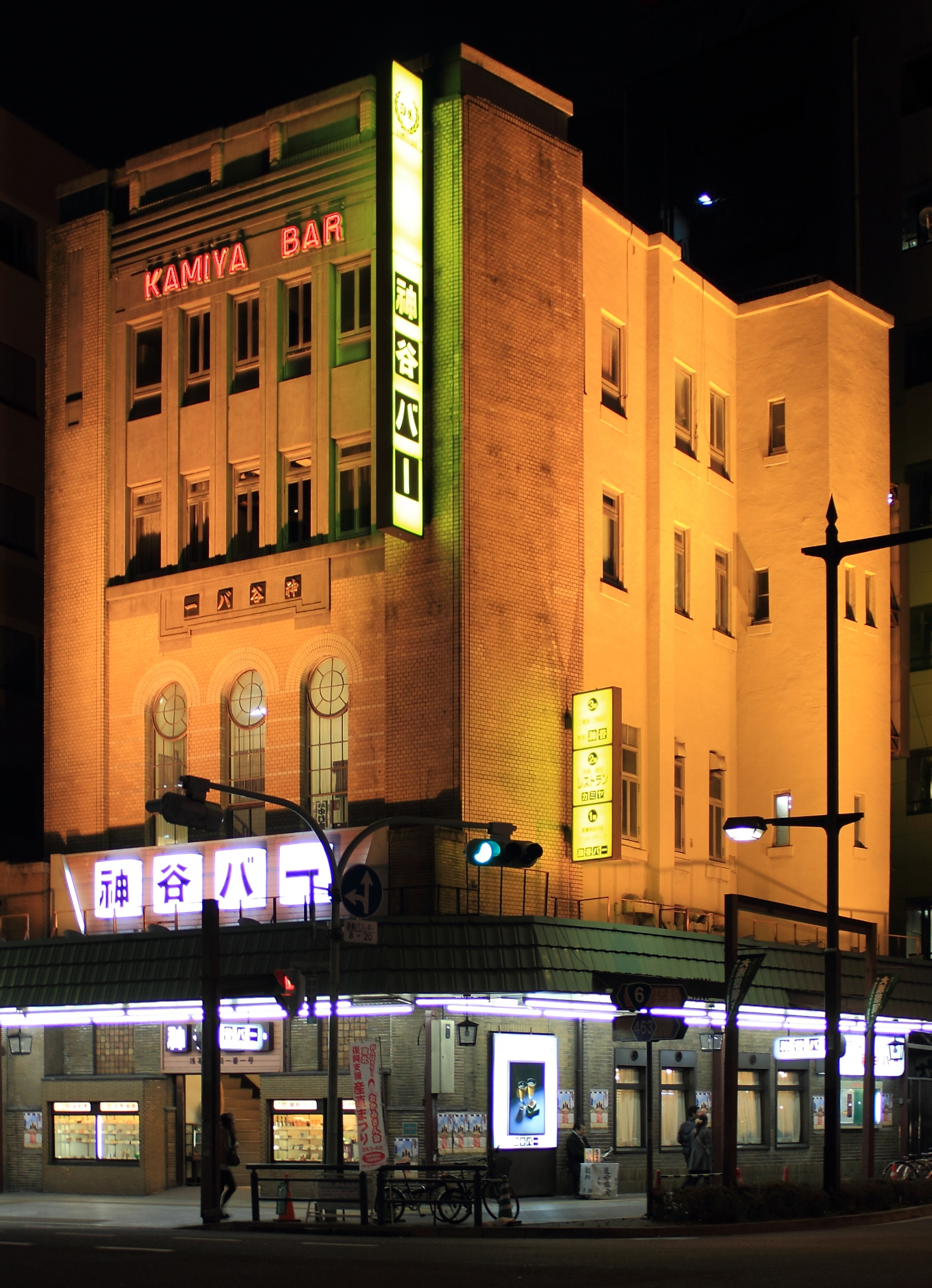
夜間の外観
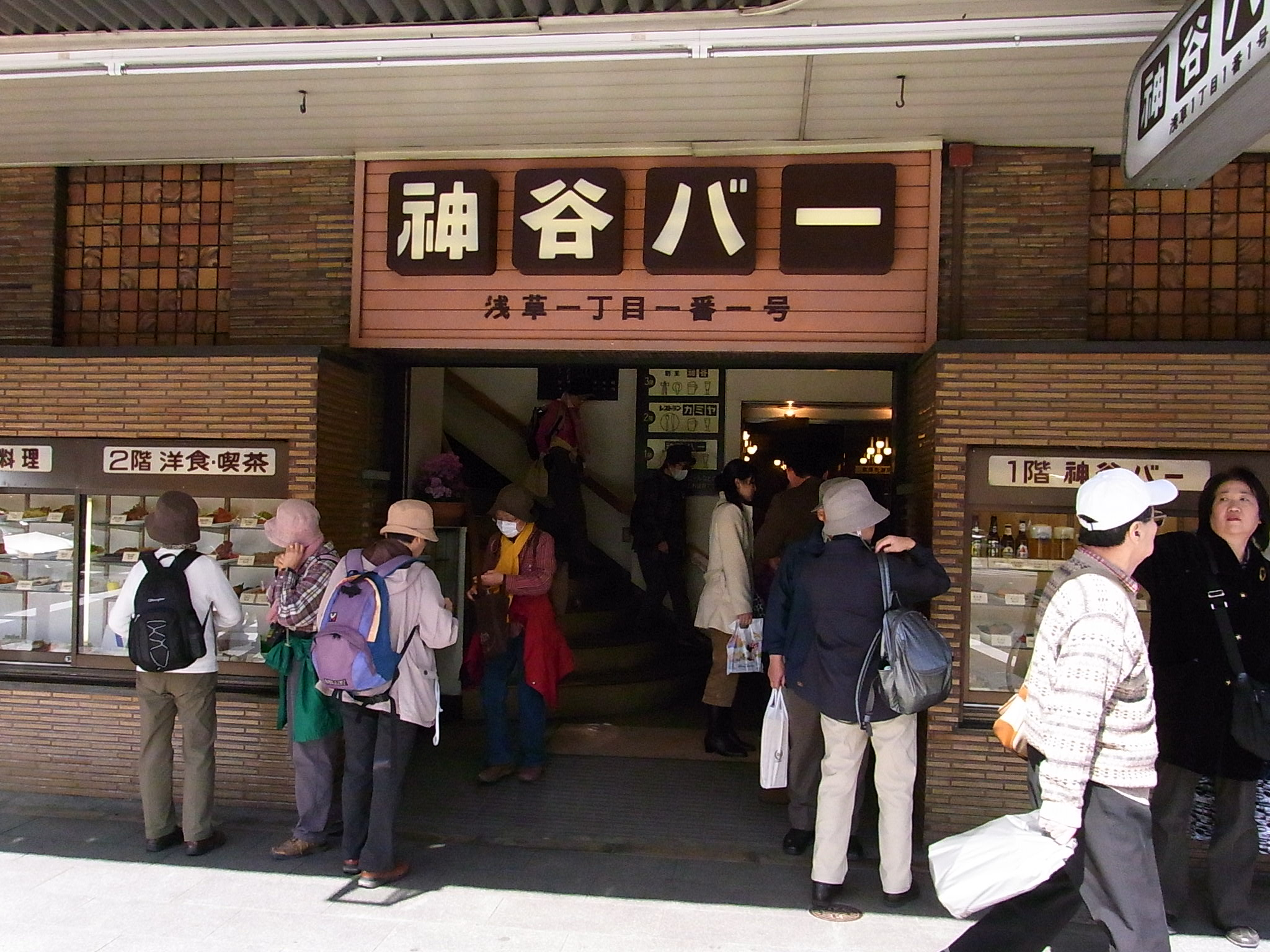
入口周り（2010年12月24日撮影）
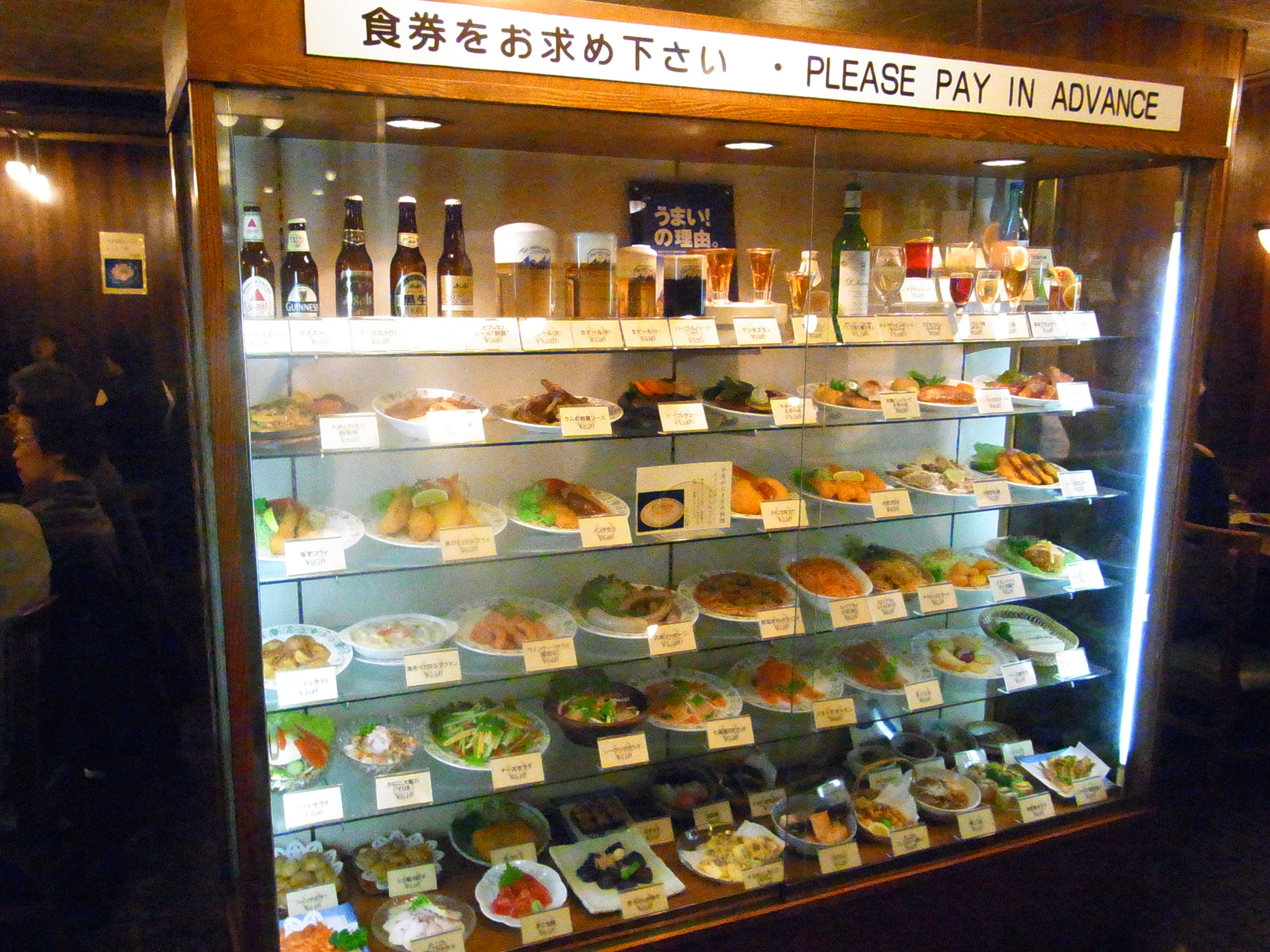
ショーケース（2010年12月24日撮影）
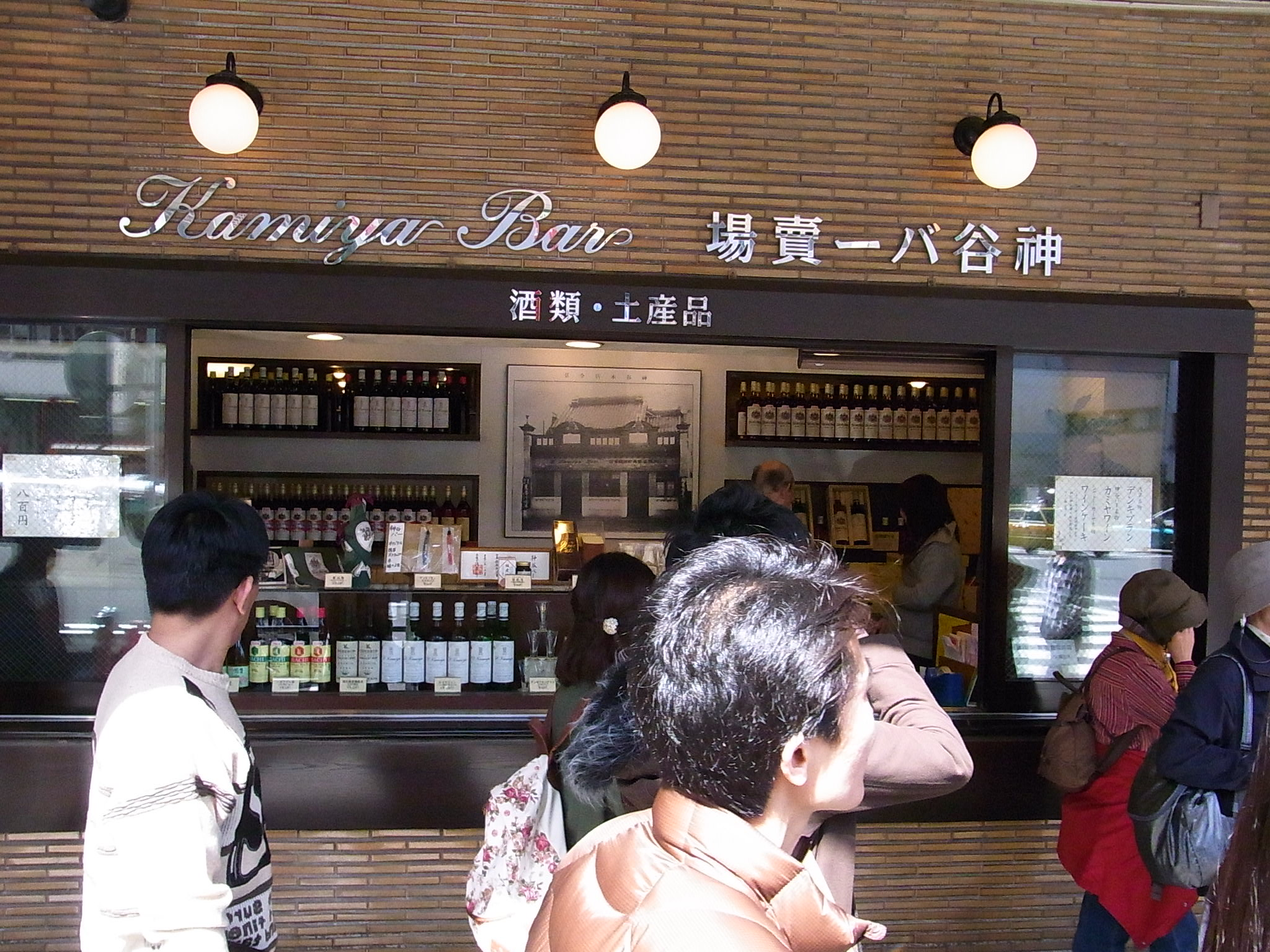
酒類・土産品売場（2010年12月24日撮影）
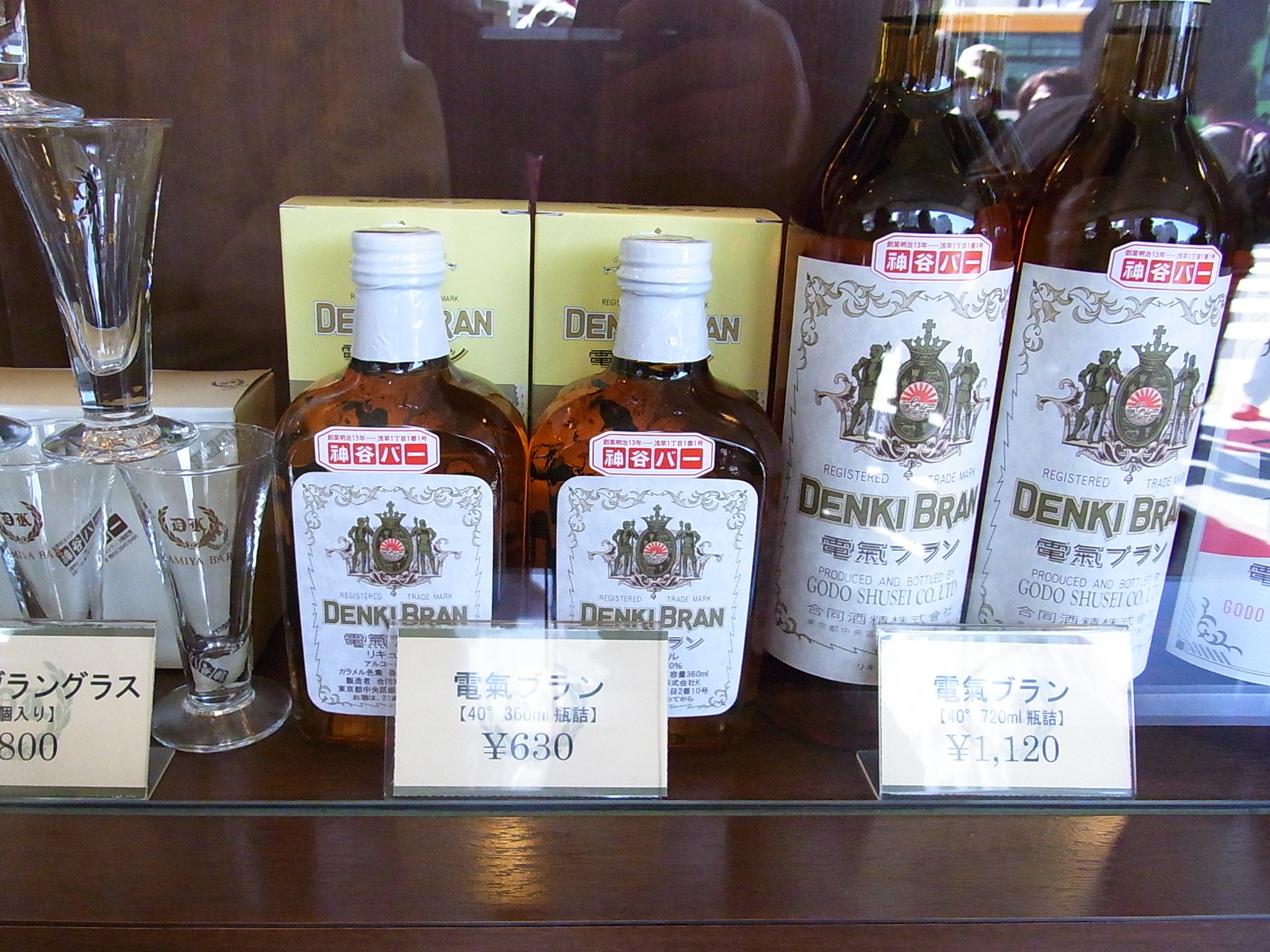
売場の電気ブラン（2010年12月24日撮影）
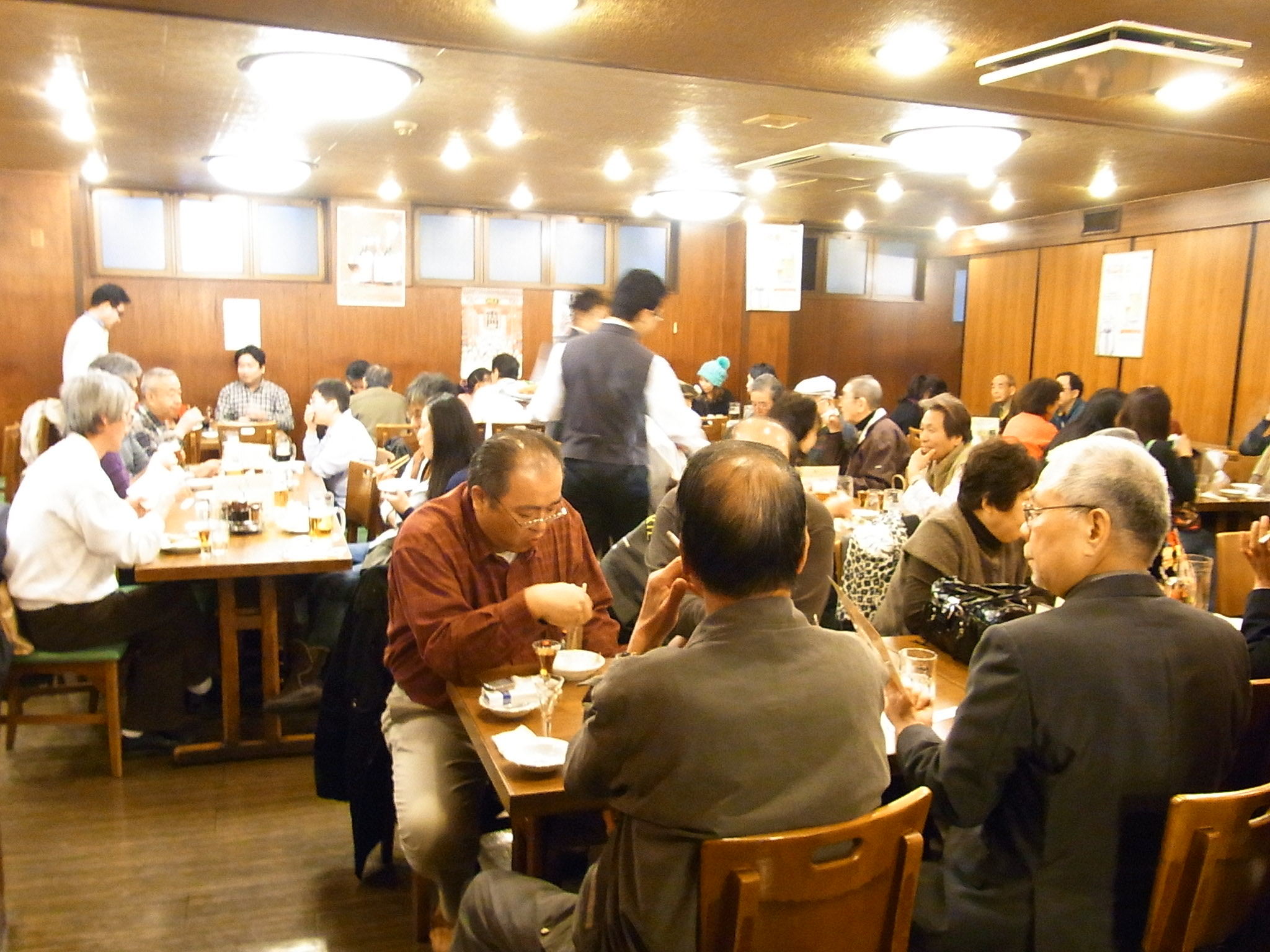
店内の様子（2010年12月24日撮影）
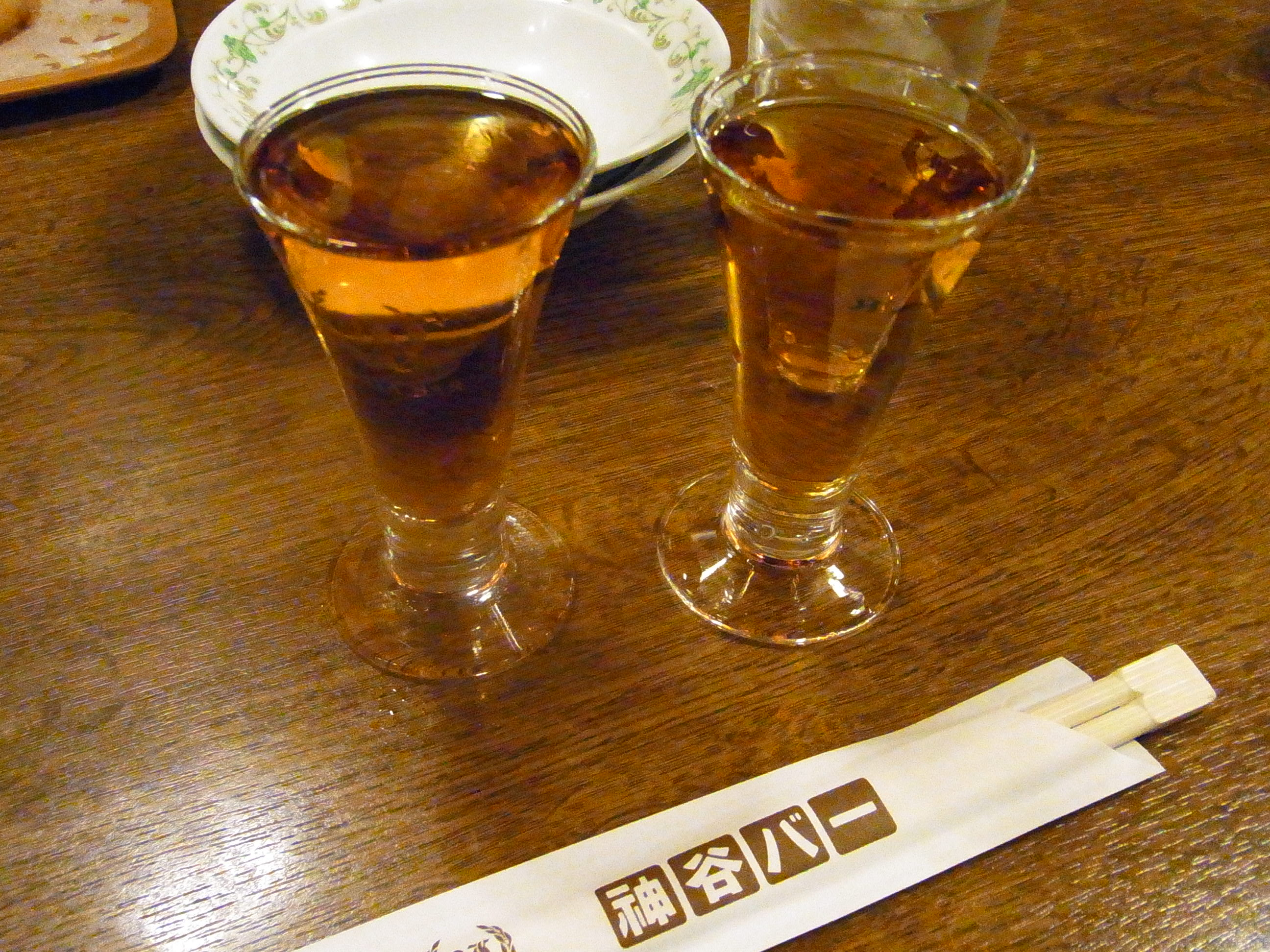
電気ブラン（2010年12月24日撮影）